# Антробус, Пегги
Пегги Антробус (род. 1935, Гренада) — феминистская активистка, писательница и учёная из стран Карибского бассейна. Она работала советником по делам женщин в правительстве Ямайки и советником Организации Объединённых Наций в Министерстве социальных преобразований Барбадоса. Антробус соосновательница нескольких феминистских организаций, в том числе Карибской ассоциации феминистских исследований и действий (Caribbean Association for Feminist Research and Action, CAFRA), глобальной феминистской южной сети «Альтернативы развития с женщинами для новой эры» (Development Alternatives with Women for a New Era, DAWN) и Международной гендерной и торговой сети. Она написала книгу «Глобальное женское движение: истоки, проблемы и стратегии» (Zed Books, 2004).

## Детство и образование
Антробус родилась в Гренаде в 1935 году. Она училась в Сент-Люсии в монастыре Св. Иосифа, а затем в средней школе для девочек Св. Винсента. В 1954 году она получила степень бакалавра экономики в Бристольском университете, а затем получила профессиональный сертификат по социальной работе в Бирмингемском университете в Великобритании. Докторскую степень в области образования Антробус получила в Массачусетском университете в Амхерсте в 1998 году.

## Карьера
Антробус была назначена советником по делам женщин правительства Ямайки в 1974 году. По словам Мишель Роули, доцента кафедры женских исследований в Мэрилендского университета, это было для Антробус началом феминистского осознания. В 1987 году она основала Отделение по делам женщин и развитию (WAND) в Университете Вест-Индии (UWI) и возглавляла его вплоть до выхода на пенсию в 1995 году.
Вместе с другими карибскими активистами, художниками и учёными, такими как Хонор Форд-Смит, Соня Куалес, Синтия Эллис, Джоан Френч, Рода Реддок и Раввида Бакш-Судин, Антробус в 1985 году основала Карибскую ассоциацию феминистских исследований и действий. Она также была одной из основательниц организации «Альтернативы развития для женщин в новую эпоху» и работала генеральным координатором организации с 1990 по 1996 год.
Вместе со многими другими феминистками и борцами за права женщин того времени Пегги Антробус принимала активное участие во Всемирных конференциях ООН по положению женщин, включая первую, прошедшую в Мехико в 1975 году.

## Работы
Пегги Антробус написала аналитический и исторический обзор глобального феминизма и международного женского движения: «Глобальное женское движение: истоки, проблемы и стратегии» (Zed Books, 2004). Также она автор эссе для антологии Робин Морган «Сестричество глобально: антология международного женского движения» (Anchor Press/Doubleday, 1984).